# Morzyce (powiat włocławski)
Morzyce – wieś w Polsce położona w województwie kujawsko-pomorskim, w powiecie włocławskim, w gminie Lubień Kujawski.
W latach 1954–1961 wieś należała i była siedzibą władz gromady Morzyce, po jej zniesieniu w gromadzie Lubień. W latach 1975–1998 miejscowość należała administracyjnie do województwa włocławskiego. Według Narodowego Spisu Powszechnego (III 2011 r.) liczyła 92 mieszkańców. Jest 30. co do wielkości miejscowością gminy Lubień Kujawski.